# Belügyminisztérium III/I. Csoportfőnökség
A Belügyminisztérium III/I. Csoportfőnökség a Magyar Népköztársaság politikai rendőrségének a külső hírszerzéssel foglalkozó része volt 1962 és 1990 között. Részét alkotta a Belügyminisztérium III. Főcsoportfőnökségének, a pártállam állambiztonsági szolgálatának, valamint társszerve és egyben konkurense volt a magyar katonai hírszerzésnek, az MNVK 2. Csoportfőnökségnek.

## Előzmények
A második világháborúig, sőt az után, egészen 1949-ig nem létezett önálló magyar polgári hírszerző szervezet. A magyar állam hírszerzési szükségleteit katonai szervezet szolgálta. Az Osztrák–Magyar Monarchia idején a Nyilvántartó Iroda volt az első modern hírszerző szervezet, de ennek vezetése túlnyomórészt osztrák kézben volt és elsősorban osztrák érdekeket szolgált. Az önálló magyar katonai hírszerzés, a Vkf-2 Csoportfőnökség a trianoni békeszerződés korlátozásainak oldódása után jöhetett létre. 
A második világháború után a hírszerzés feladatait a Honvédelmi Minisztérium Katonapolitikai Osztálya látta el, de hamarosan bekapcsolódott ebbe a tevékenységbe a Magyar Államrendőrség is az Államvédelmi Osztályának II. alosztálya révén. Az 1948-ban létrejött Államvédelmi Hatóságon belül 1948–1949-ben a B ügyosztály feladatai közé tartozott a határon túli hírszerzés. 1950-ben először az ÁVH I/5. (külső hírszerzés) Osztálya, majd a X/3. (hírszerző) Osztálya, 1951-től a VIII. (hírszerző) Főosztálya foglalkozott a polgári hírszerzéssel.
Az ÁVH hírhedt tevékenysége miatt szükségessé vált átszervezés után az egységes Belügyminisztériumon belül a II. Osztály, 1955-től a II. Főosztály vette át a hírszerzés feladatait.
Az 1956-os forradalom után, 1956. december 30-án, az 1956. évi 35. törvényerejű rendelet alapján alakult meg a BM II. (politikai nyomozó) Főosztálya. Ezen belül a hírszerzés feladatkörét a 3. osztály vette át, kilenc alosztállyal.
1962 augusztusában jött létre az új, egységes állambiztonsági szervezet, a Belügyminisztérium III. Főcsoportfőnökség formájában, amin belül a III/I. Csoportfőnökség foglalkozott a hírszerzéssel a rendszerváltásig.

## Szervezeti felépítése
A III/I., azaz a Hírszerző Csoportfőnökség egyes szervezeti egységeit létrehozó rendelkezések nem kerültek nyilvánosságra. Annyi ismeretes, hogy a csoportfőnökség kezdetben négy osztállyal és mintegy háromszáz hivatásos alkalmazottal működött. A szervezeti felépítés gyakran változott. 1989-ben a hírszerzés 12 osztályra és három önálló alosztályra tagozódott, a hivatásos alkalmazottak száma kb. hatszáz fő volt. A csoportfőnökség vezetői Komornik Vilmos, majd 1967-1976 között Rajnai Sándor, utána a rendszerváltásig Bogye János voltak.  
A szervezet központi épülete 1978-ig az V. kerületi Akadémia utcában, az állampárt korábbi központi irodaházában volt, de több osztálya Budapest más részein kapott elhelyezést. 1978-tól a szervezet új, önálló központi épületbe költözött a II. kerületi Budakeszi útra, ez lett később az Információs Hivatal központja is.
A szervezeti felépítés egy rekonstrukciója a rendszerváltás utáni kutatómunka nyomán:
- III/I-1. osztály: hírszerzés az USA és nemzetközi szervezetek ellen
- III/I-2. osztály: külföldi elhárítás
- III/I-3. osztály: hírszerzés az NSZK ellen
- III/I-4. osztály: hírszerzés a Vatikán, Izrael, az egyházi emigráció ellen
- III/I-5. osztály: tudományos-műszaki hírszerzés
- III/I-6. osztály: tájékoztatás, értékelés, elemzés
- III/I-7. osztály: hírszerzés és bomlasztás az emigráns szervezetekben
- III/I-8. osztály: illegális rezidentúrák és hírszerzők foglalkoztatása
- III/I-9. osztály: dokumentációk és okmányok készítése
- III/I-10. osztály: személyi ügyek, kiképzés, módszertan
- III/I-11. osztály: hírszerzés harmadik országokban és hazai bázison
- III/I-12. osztály: összeköttetési, nyilvántartási, pénzügyi, stb. feladatok
- III/I-13. osztály: rejtjelfejtés, rejtjelezés, Országos Rejtjelközpont
- III/I-X önálló alosztály: operatív összeköttetés szervezése
- III/I-Y önálló alosztály: külképviseletek, hírszerző rezidentúrák biztonságtechnikai védelme

## Káderutánpótlás
A hírszerző csoportfőnökség személyi állományának utánpótlása túlnyomórészt az egyetemek jó eredményeket elérő, nyelveket beszélő végzős hallgatói közül került ki. Jelentkezni nem lehetett, a személyi ügyekkel foglalkozó osztály munkatársai keresték meg az arra alkalmasnak látszó, megbízhatónak tartott jelölteket, akik felvételük után tiszti – alhadnagyi – rangot kaptak. Az „újoncok” kiképzése kezdetben egyénileg, majd szervezettebb formában a „műszaki tanfolyam” elnevezésű konspirált iskolán történt. A fegyveres alapkiképzés helye a csopaki rendőrtábor volt. Az 1970-es évektől a Szovjetunióban, Balasiha városában hoztak létre a magyar állam költségén egy hírszerző iskolát, ahol a KGB szakemberei képezték tovább 10–15 fős turnusokban a magyar hírszerzőket tíz hónapos tanfolyamokon, illetve öt hónapos vezetőképzőkön.

## Utódszervezete
A csoportfőnökség feladatai közül azokat, amelyek a demokratikus jogállamban is szükségesek maradtak, 1990-től az Információs Hivatal vette át. 